# Fokker T.VIIIw
De Fokker T.VIIIw was een in 1938 op verzoek van de Nederlandse Marine Luchtvaartdienst (MLD) ontworpen tweemotorige torpedobommenwerper en verkenner op drijvers. Hij was bestemd voor zowel de Nederlandse kustverdediging als voor Nederlands-Indië. Qua constructie waren de eerste series in de traditionele gemengde wijze opgebouwd: romp uit staalbuis met linnen, houten vleugels, rompvoorstuk en motorgondels uit metaal. Er zijn 36 toestellen gebouwd die dienst hebben gedaan bij de MLD. Acht toestellen vlogen tijdens de meidagen van 1940 naar Frankrijk. Eind mei kwamen ze naar het Verenigd Koninkrijk, waar ze de kern gingen vormen van 320 Dutch Squadron RAF.
Eind september 1940 werd besloten de inzet bij 320 Squadron te staken. Nadien werd een Fokker T.VIIIw van 320 Squadron nog ingezet voor Operation Windmill (13-15 oktober 1940), waarbij geheimagent Lodo van Hamel door piloot Heije Schaper van het Tjeukemeer moest worden opgepikt. Tot in het voorjaar van 1944 hield de RAF op Felixstowe een Fokker T.VIIIw gereed voor geheime opdrachten, maar tot daadwerkelijk inzet kwam het niet meer.

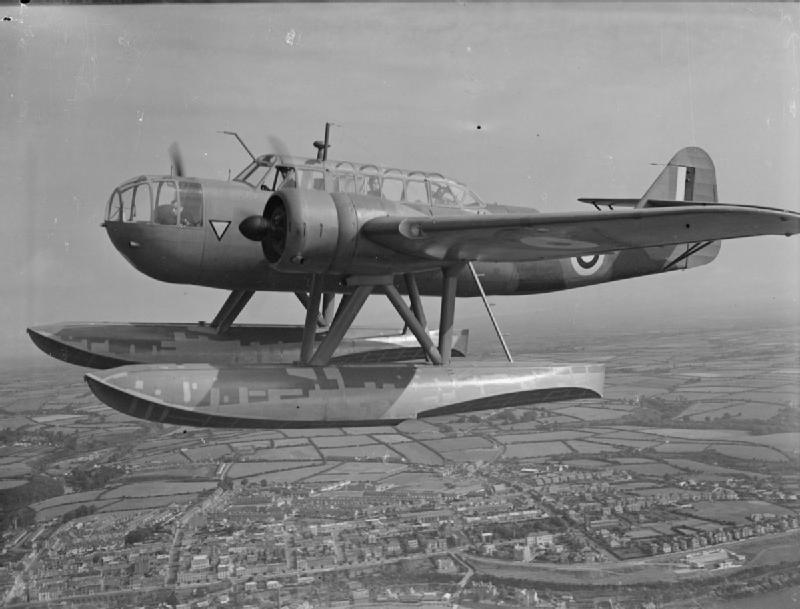
Een Fokker T.VIIIW in dienst bij het 320 Dutch Squadron RAF